# Nitrit reduktaza (formira NO)
Nitrit reduktaza (formira NO) (EC 1.7.2.1, cd-citohrom nitritna reduktaza, citohrom c-551:O2, NO2+ oksidoreduktaza, citohrom cd, citohrom cd1, hidroksilamin (akceptor) reduktaza, metil viologen-nitritna reduktaza, nitritna reduktaza (citohrom, formira NO)) je enzim sa sistematskim imenom nitric-oksid:fericitohrom-c oksidoreduktaza. Ovaj enzim katalizuje sledeću hemijsku reakciju
Azot monoksid +H2O + fericitohrom c {\displaystyle \rightleftharpoons } nitrit + ferocitohrom c + 2 H+
Ovu reakciju katalizuju dva tipa enzima, koji su prisutni u perimplazmi denitrifikacionih bakterija. Jedan tip obuhvata proteine koji sadrže višestruke bakarne centre, dok su enzimi drugog tipa hem proteini sa citohromom cd1.

## Literatura
- Nicholas C. Price; Lewis Stevens (1999). Fundamentals of Enzymology: The Cell and Molecular Biology of Catalytic Proteins (Third изд.). USA: Oxford University Press. ISBN 019850229X.
- Eric J. Toone (2006). Advances in Enzymology and Related Areas of Molecular Biology, Protein Evolution (Volume 75 изд.). Wiley-Interscience. ISBN 0471205036.
- Branden C; Tooze J. Introduction to Protein Structure. New York, NY: Garland Publishing. ISBN 0-8153-2305-0.
- Irwin H. Segel. Enzyme Kinetics: Behavior and Analysis of Rapid Equilibrium and Steady-State Enzyme Systems (Book 44 изд.). Wiley Classics Library. ISBN 0471303097.

## Spoljašnje veze
- Nitrite+reductase+(NO-forming) на 